# Andrzej Piaseczny
Andrzej Tomasz Piaseczny, noto anche con lo pseudonimo di Piasek (Pionki, 6 gennaio 1971), è un cantante e attore polacco.
Ha rappresentato la Polonia all'Eurovision Song Contest 2001 con il brano 2 Long.

## Biografia
Andrzej Piaseczny ha avviato la sua carriera musicale nel 1992 come membro del gruppo pop rock Mafia, con cui ha pubblicato tre dischi di successo. Nel 1998 ha lasciato il complesso per avviare la sua carriera da solista.
Il suo album di debutto, Piasek (che è anche stato il suo nome d'arte fino al 2003), è stato certificato disco d'oro dalla Związek Producentów Audio-Video per aver venduto più di 50 000 copie a livello nazionale.
L'emittente televisiva polacca TVP l'ha selezionato internamente per rappresentare il paese all'Eurovision Song Contest 2001 con il brano 2 Long. All'evento, che si è tenuto il successivo 12 maggio a Copenaghen, si è piazzato al 20º posto su 23 partecipanti con 11 punti totalizzati.
Nel 2005 il suo quarto album, Jednym tchem, ha raggiunto la vetta della classifica polacca, diventando il suo primo disco numero uno e ottenendo un disco di platino con più di 30 000 copie vendute. Otterrà altri tre album numero uno: Spis rzeczy ulubionych (2009), To co dobre (2012) e Zimowe piosenki (2012).
Andrzej Piaseczny è stato giudice a The Voice of Poland nella prima edizione del 2011, e dalla sesta all'ottava fra il 2015 e il 2017. Nel 2019 è stato giudice alla prima edizione di The Voice Senior.

## Discografia

### Album
- 1998 - Piasek
- 2000 - Popers
- 2003 - Andrzej Piaseczny
- 2005 - Jednym tchem
- 2008 - 15 dni
- 2009 - Spis rzeczy ulubionych
- 2011 - Spis rzeczy ulubionych (con Stanisław Sojka)
- 2012 - To co dobre
- 2012 - Zimowe piosenki (con Stanisław Sojka)
- 2015 - Kalejdoscop
- 2017 - O mnie, o tobie, o nas

### Album dal vivo
- 2009 - Na przekór nowym czasom - live (con Stanisław Sojka)

### Raccolte
- 2004 - Największe przeboje
- 2015 - Przeboje
- 2018 - 25+

### Singoli
- 1996 - Pocztówka do Świętego Mikołaja (con )
- 1998 - Dalej!... obok nas
- 1998 - Wciąż bardziej obcy (feat. )
- 1998 - Mocniej
- 1998 - eszcze bliżej
- 1999 - Kochać masz
- 2000 - Miłość podglądaczy
- 2001 - 2 Long / Z kimś takim
- 2003 - Teraz płacz
- 2004 - Jedna na milion
- 2004 - Kolęda dwóch serc (con )
- 2005 - Jedyn tchem
- 2005 - Z głębi duszy
- 2005 - Tej nocy
- 2006 - I jeszcze...
- 2008 - 15 dni
- 2008 - Komu potrzebny żal
- 2009 - Chodź, przytul, przebacz
- 2009 - Rysowane tobie
- 2009 - Gdybym nie zdążył
- 2010 - Chcieć i już
- 2010 - Śniadanie do łóżka
- 2012 - Z dwojga ciał
- 2014 - Na lata
- 2015 - Kalejdoskop szczęścia
- 2017 - My (o mnie, o tobie, o nas)
- 2017 - Wszystko dobrze
- 2018 - God Pride
- 2018 - Twój największy skarb
- 2018 - Cokolwiek potem
- 2018 - Czekając na sobotę
- 2019 - Słowa

## Filmografia
- Złotopolscy, serie TV (1997-2010)
- Magiczny miecz – Legenda Camelotu, regia di Frederik Du Chau (1998)
- Gwiazdka w Złotopolicach, regia di Radosław Piwowarski (1999)
- Trzymajmy się planu, regia di Marcin Sobociński e Maciej Łęgowski (2004)
- Niania, serie TV, episodio 1x46 (2007)
- Spadkobiercy, serie TV, episodio 1x34 (2010)